# Marius Nae
Marius Nae (n. 9 februarie 1981 în București) este un fotbalist român care în prezent joacă la FC Juventus București pe postul de mijlocaș ofensiv. Și-a făcut debutul în Liga I pe data de 9 aprilie 2000 în meciul AS Rocar București - FC Național București 1-2.